# 尖胸下綱
尖胸下綱（學名：Acrothoracica）是蔓足亞綱（藤壺）之下三個下綱之一，包括有寄生於螺殼螺柱內的鑽孔藤壺。
2021年，本分類單元被升格成為一個下綱。
本下綱物種均為雌雄異體，也就是說：一隻尖胸藤壺的個體只可能是雌性或雄性，而不會是雌雄同體。有時，一種矮小化的雄性個體會被發現附着於雌體的外套膜或棲管上。發育中的幼体可能會跳過無節幼體階段，但一定會經歷金星幼虫（cyprid）這個階段。牠們長有幾丁質的牙齒，从浮游的金星幼虫附着变态成固着的稚体，會使用這些牙齒摩擦表面並開始挖洞。
現時尖胸下綱由兩個目、三個科、11個屬和63個物種組成，但估算尚有不少屬於尖胸下綱的物種尚未被辨識出來。

## 分類
無論是2001年的馬丁和戴維斯或2006年的Buckeridge & Newman，尖胸總目都被分為有肛目和無肛目兩個目：
- 有肛目 Pygophora Berndt, 1907
- 无肛目 Apygophora Berndt, 1907

2009年，尖胸下綱重組成為以下兩個目：
- 石尖胸目 Cryptophialida Kolbasov, Newman & Hoeg, 2009
  - 石尖胸科 Cryptophialidae Gerstaecker, 1866
- 石鑿目 Lithoglyptida Kolbasov, Newman & Hoeg, 2009
  - 石鑿科 Lithoglyptidae Aurivillius, 1892
  - 小尖胸藤壶科 Trypetesidae Stebbing, 1910

原來的兩個目成為了石鑿目的異名。